# René Durey
Pour les articles homonymes, voir Durey.
René Durey, né à Paris 6e le 16 novembre 1890 et mort à Paris 16e le 10 novembre 1959, est un peintre français.

## Biographie
Autodidacte, il expose en 1917 salle Huyghens, galerie située 6, rue Huyghens, en compagnie de Conrad Moricand, Moïse Kisling et Henry de Waroquier, entre autres.
Durant la rétrospective du Salon des indépendants de 1926, il expose les toiles Paysage méditerranéen, Naples, Volterra, Nature morte, Banlieue de Paris et Paysage de l'Ile-de-France.
En 1959, année de sa mort, il peint le tableau Vue de la Raffinerie de Berre produit à l'occasion de l'exposition marquant le centenaire du premier forage pétrolier organisée par la société Shell-Berre au Musée Galliera.

## Œuvres[6]
- Avallon
- Composition aux tomates[7]
- Intérieur, table et nature morte[8]
- Maison en Auvergne
- Nature morte
- Nature morte au lapin
- Nature morte à la soupière
- Nature morte aux tomates
- Paysage
- Paysage des Charentes[9]
- Paysage du Midi
- Le Quartier de l'Observatoire[8]
- Une ferme
- Vase de fleurs et compotier d'oranges
- Vue de la raffinerie de Berre[5]